# Valdeolea
Valdeolea is een gemeente in de Spaanse provincie Cantabrië in de regio Cantabrië met een oppervlakte van 84 km². Valdeolea telt 987 inwoners (1 januari 2016).

## Demografische ontwikkeling
Bron: INE; 1857-2011: volkstellingen